# Sandkörnchen im Auge
Chokher Bali (Bengalisch: চোখের বালি cokher bāli); (wörtliche Übersetzung Sandkörnchen im Auge)  ist ein bengalischer Film von Rituparno Ghosh, besetzt mit Aishwarya Rai in der Hauptrolle. Der Film basiert auf Rabindranath Tagores gleichnamigen Roman. Der Film wurde in Hindi synchronisiert, in dieser Sprache international vermarktet und bei etlichen Filmfestivals gezeigt, unter anderem beim Internationalen Filmfestival von Locarno, beim Chicago International Film Festival und beim Toronto International Film Festival. Die Originalfassung dauert 167 Minuten, die deutsche Fassung ist auf 120 Minuten gekürzt. An den Kinokassen wurde er zum Hit.

## Handlung
Bengalen 1902: Die junge Witwe Binodini, eine außergewöhnlich gebildete und moderne Frau, wird im Haus der reichen Rajlakshmi, ebenfalls einer Witwe, aufgenommen. Deren Sohn Mahendra hat vor kurzem die junge und naive Ashalata geheiratet und wohnt im selben Haus. Zwischen den ungleichen Frauen Binodini und Ashalata entspinnt sich eine enge Freundschaft, und sie geben sich den liebevollen Kosenamen „Chokher Bali“ (Sandkörnchen im Auge).
Mahendras Stiefbruder Behari, der sich im heiratsfähigen Alter befindet und eine Frau sucht, entwickelt auch eine Zuneigung zu Binodini. Doch deren gesellschaftlicher Status als Witwe lässt eine Heirat nicht zu. Stattdessen pflegen sie eine geistig-intellektuelle Freundschaft. Während Behari für die politische Unabhängigkeit von England kämpft, setzt sich Binodini gegen alle Tradition für die Freiheit und die Rechte von Witwen ein.
Doch auch Mahendra fühlt sich von der starken Binodini angezogen, und die beiden beginnen eine Affaire. Als Ashalata die Liebesbriefe von Binodini und Mahendra findet, bricht für sie eine Welt zusammen, und sie verlässt ihren Mann, obwohl sie bereits schwanger ist. Auch Binodini, und schließlich auch Mahendra verlassen das Haus. Sie alle treffen sich in Benares wieder, wo Mahendra und Ashalata wieder zusammenkommen. Behari macht Binodini einen Heiratsantrag, doch sie verschwindet.

## Kritik
„Ein verführerischer Film mit einer brillanten Darbietung von Ash. Der Rest ist abstrakt, erschreckend kalt und eben: langweilig.“

## Auszeichnungen
National Film Award
- National Film Award/Bester Film in Bengalisch an Rituparno Ghosh
- National Film Award/Beste Ausstattung an Indranil Ghosh
- National Film Award/Bestes Kostümdesign an Bibi Ray und Sushanto Pal

Nominierungen
Internationales Filmfestival von Locarno – Golden Leopard – an Rituparno Ghosh
Chicago International Film Festival – Golden Hugo – an Rituparno Ghosh